# Myriophyllum farwellii
Myriophyllum farwellii är en slingeväxtart som beskrevs av Thomas Morong. Myriophyllum farwellii ingår i släktet slingor, och familjen slingeväxter. Inga underarter finns listade i Catalogue of Life.